# 7 januari
7 januari is kerst voor alle Oosters orthodoxe mensen waaronder Oosters Orthodoxe Armeniërs en Russen, Serviërs, Grieken, en Arabische landen in de Levant etc.
7 januari is de 7de dag van het jaar in de gregoriaanse kalender. Hierna volgen nog 358 dagen (359 dagen in een schrikkeljaar) tot het einde van het jaar.

## Gebeurtenissen
- Algemeen
  - 2014 - Noord-Amerika kampt met extreme kou waarbij de temperatuur daalt tot onder de 30 graden onder nul. In de Verenigde Staten vallen er 21 doden. Zie het artikel Koudegolf van 2013-2014 in Noord-Amerika.

- Media
  - 1965 - Eerste uitzending van Van Gewest tot Gewest door de Nederlandse Televisie Stichting.[1]
  - 1973 - Eerste uitzending van de Abominabele Top 2000, de voorloper van de Dik Voormekaar Show.
  - 2015 - Aanslag op het hoofdkantoor van Charlie Hebdo in Parijs. Er vallen 12 doden, waaronder twee politieagenten.
  - 2015 - Het boek "Soumission" van Michel Houellebecq verschijnt. Het themanummer van de Charlie Hebdo was op deze dag gewijd aan deze schrijver.[2]

- Infrastructuur
  - 1958 - Laatste stoomlocomotief in reguliere dienst in Nederland.[1]

- Politiek
  - 1577 - Eerste Unie van Brussel.
  - 1879 - Koning Willem III der Nederlanden trouwt met Emma van Waldeck Pyrmont op Schloss Arolsen.
  - 1937 - Prinses Juliana trouwt met Prins Bernhard van Lippe-Biesterfeld in de Sint-Jacobskerk in Den Haag.[1] De Maastrichtse 7 Januaristraat verwijst hiernaar.
  - 1950 - Nederland en Frankrijk tekenen binnen het kader van het Vijfmogendhedenverdrag een verdrag van Sociale Verzekering.
  - 1989 - Met het overlijden van keizer Hirohito (87) eindigt voor Japan de zogenaamde Showaperiode (periode van verlichte vrede). Hirohito's zoon, Akihito, wordt de nieuwe keizer en een nieuwe periode, de Heiseiperiode, begint op 8 januari.
  - 1989 - De Colombiaanse regering en de guerrillabeweging M-19 beginnen geheime onderhandelingen.
  - 2023 - In de Verenigde Staten wordt de Republikein Kevin McCarthy na 15 stemrondes gekozen tot voorzitter van het Amerikaanse Huis van Afgevaardigden en hij is daarmee de opvolger van Democrate Nancy Pelosi. McCarthy kreeg te maken met zware tegenstand van een aantal partijgenoten.[3]
  - 2024 - In Bangladesh worden verkiezingen gehouden. De belangrijkste oppositiepartij Bangladesh Nationalist Party (BNP) boycot de verkiezingen waardoor er weinig tegenstand is voor zittend premier Sheikh Hasina en haar partij Awami League en waardoor haar herverkiezing een formaliteit lijkt te zijn. Rond de verkiezingen doet zich een golf van geweldsincidenten voor.[4][5]

- Religie
  - 1566 - Kardinaal Michele Ghislieri wordt gekozen tot paus Pius V.[1]

- Sport
  - 1924 - Oprichting van de Féderation Internationale de Hockey (FIH), oftewel de overkoepelende wereldhockeybond, op initiatief van de Fransman Paul Léautey.
  - 1970 - Oprichting van de Zuid-Afrikaanse voetbalclub Kaizer Chiefs.
  - 2017 - Op de ijsbaan Thialf worden de eerste Europese schaatskampioenschappen sprint georganiseerd. Schaatser Kai Verbij wint bij de mannen.

- Wetenschap en technologie
  - 1610 - De Italiaanse astronoom Galileo Galilei ontdekt de eerste drie manen van de planeet Jupiter: Io, Europa en Callisto.[6]
  - 1953 - President Harry Truman kondigt aan dat de VS een waterstofbom ontwikkeld heeft.[1]
  - 2014 - Archeologen vinden het graf van de Egyptische farao Sobekhotep I.
  - 2023 - De periodieke komeet P/2022 O2 (PANSTARRS) bereikt het perihelium van zijn baan rond de zon tijdens deze verschijning.[7]
  - 2024 - Lancering van een Falcon 9 raket van SpaceX vanaf Kennedy Space Center Lanceercomplex 40 voor de Starlink group 6-35 missie met 23 Starlink satellieten.[8]

## Geboren

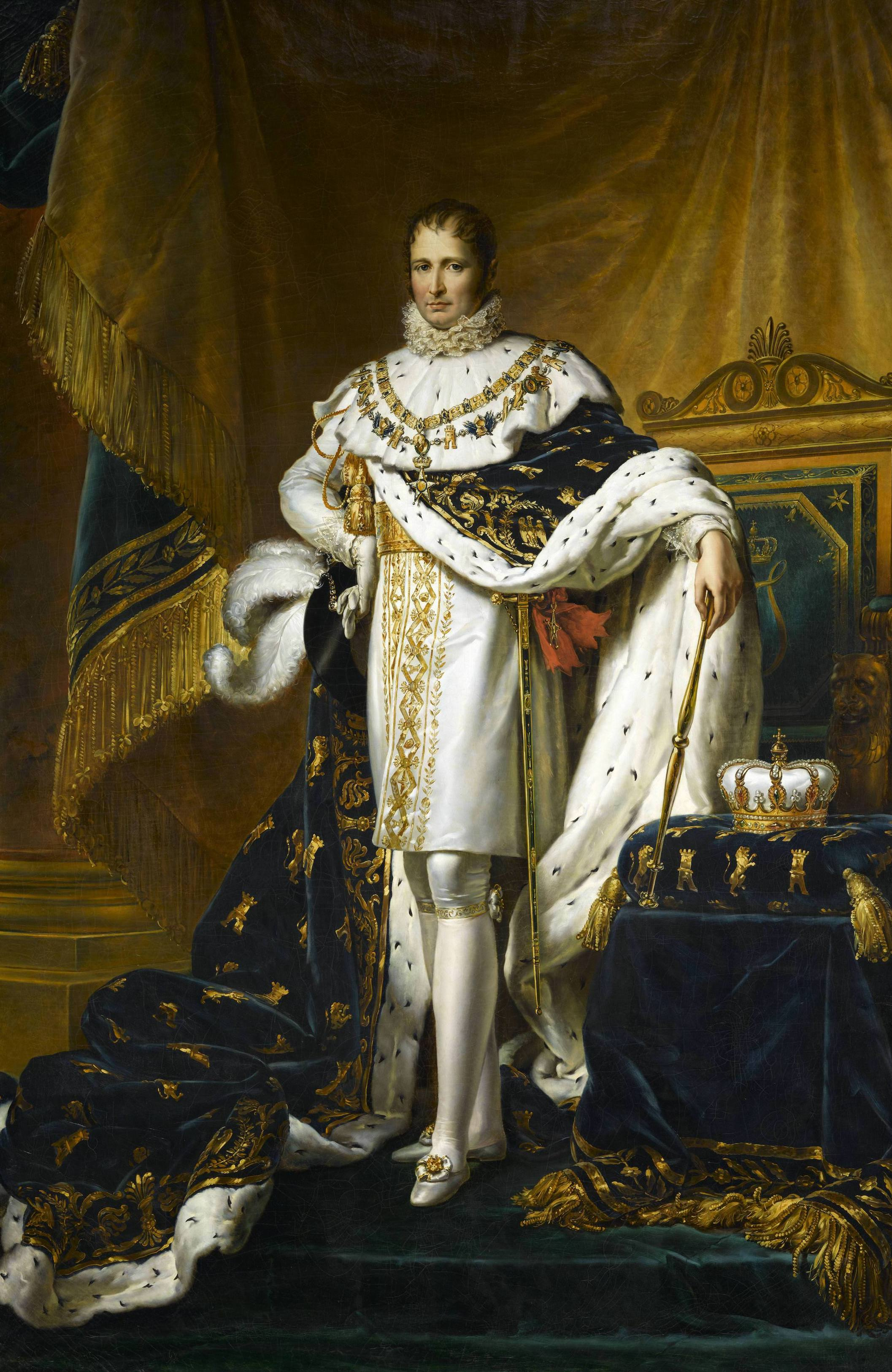
Jozef Bonaparte (koning van Spanje)
geboren in 1768

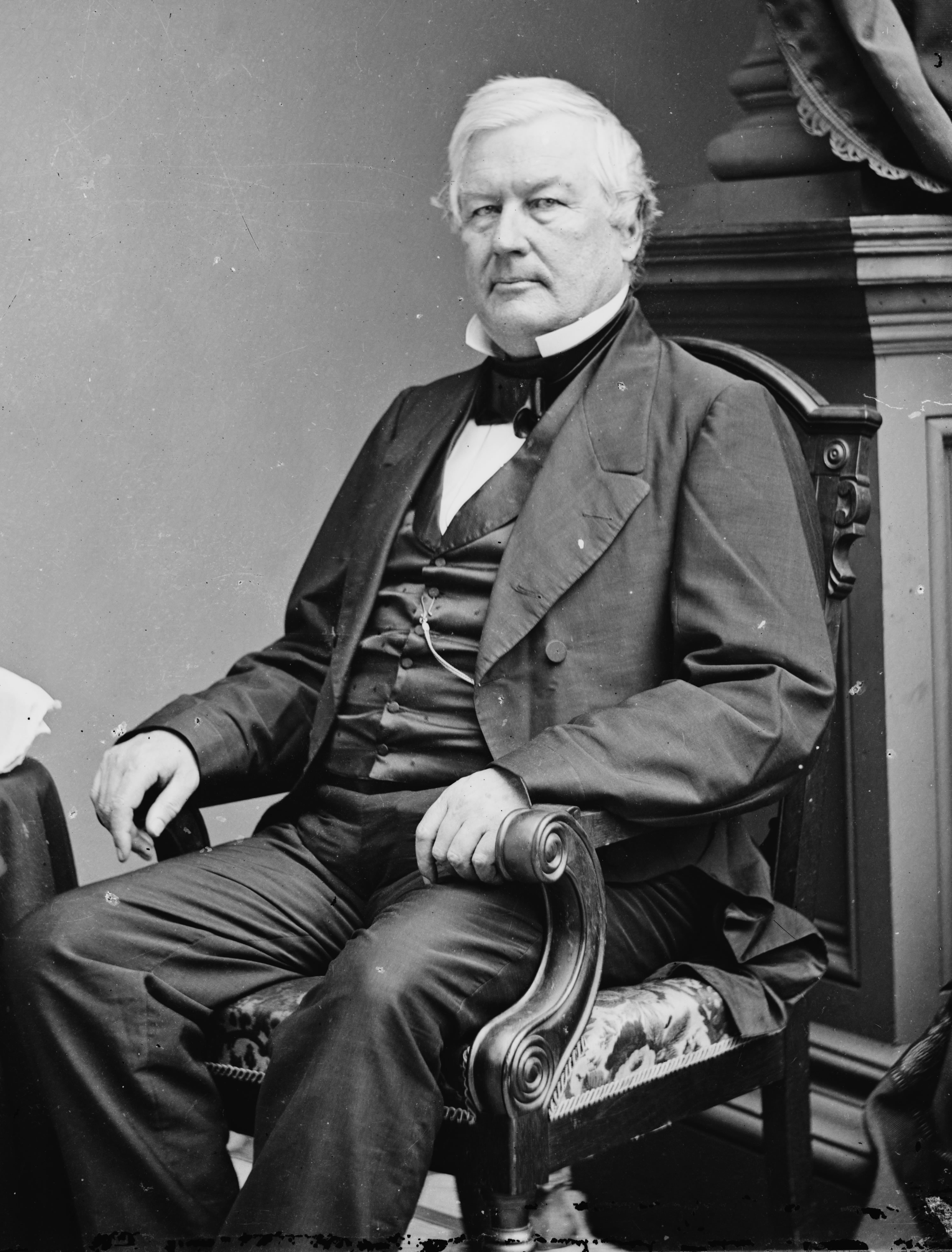
Millard Fillmore
geboren in 1800

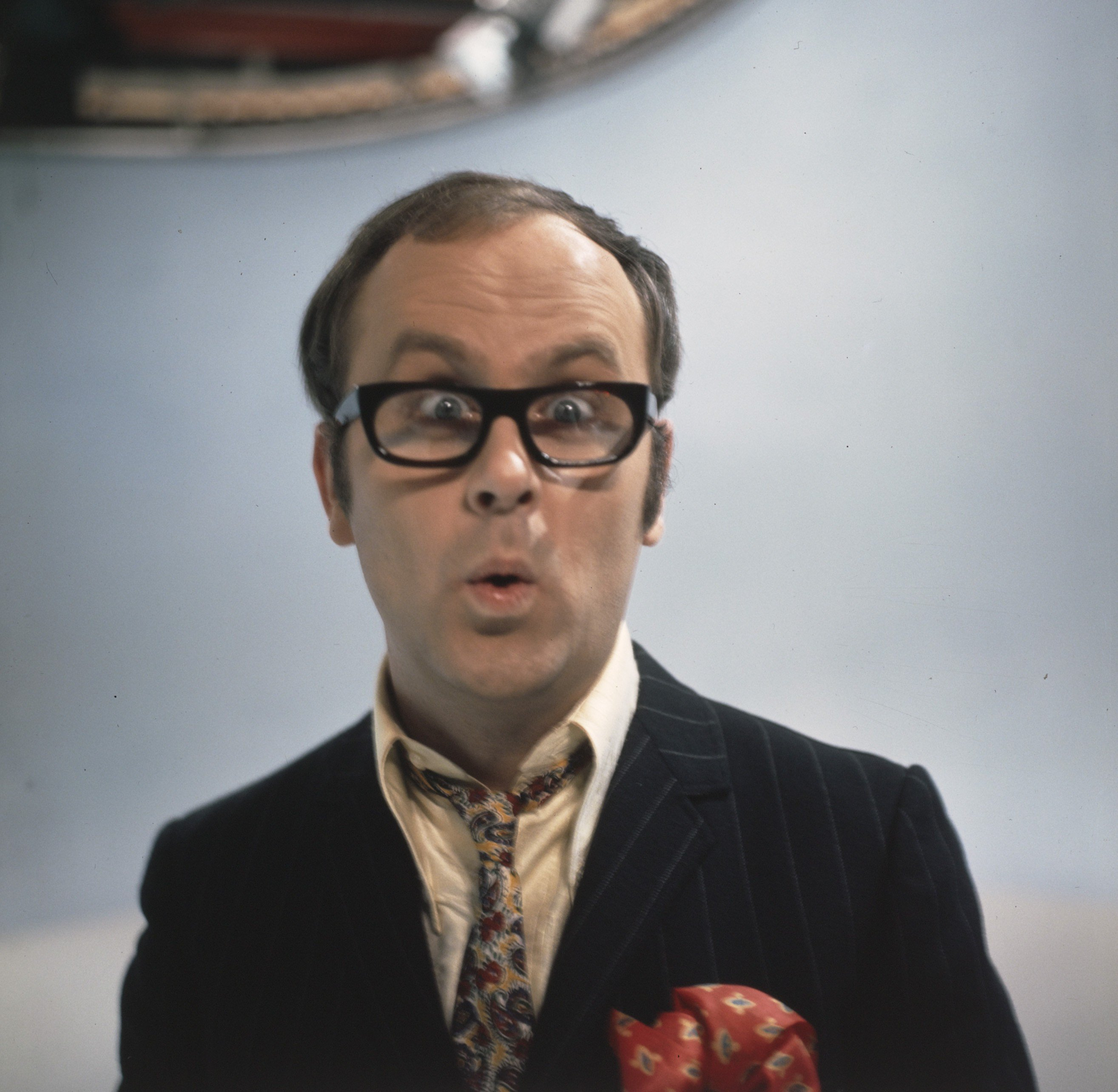
Willem van Kooten
geboren in 1941

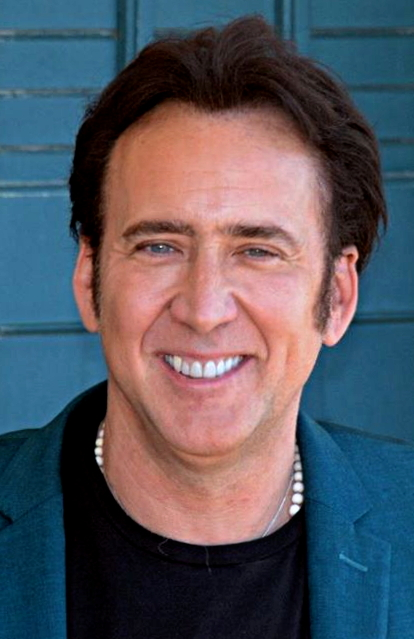
Nicolas Cage
geboren in 1964

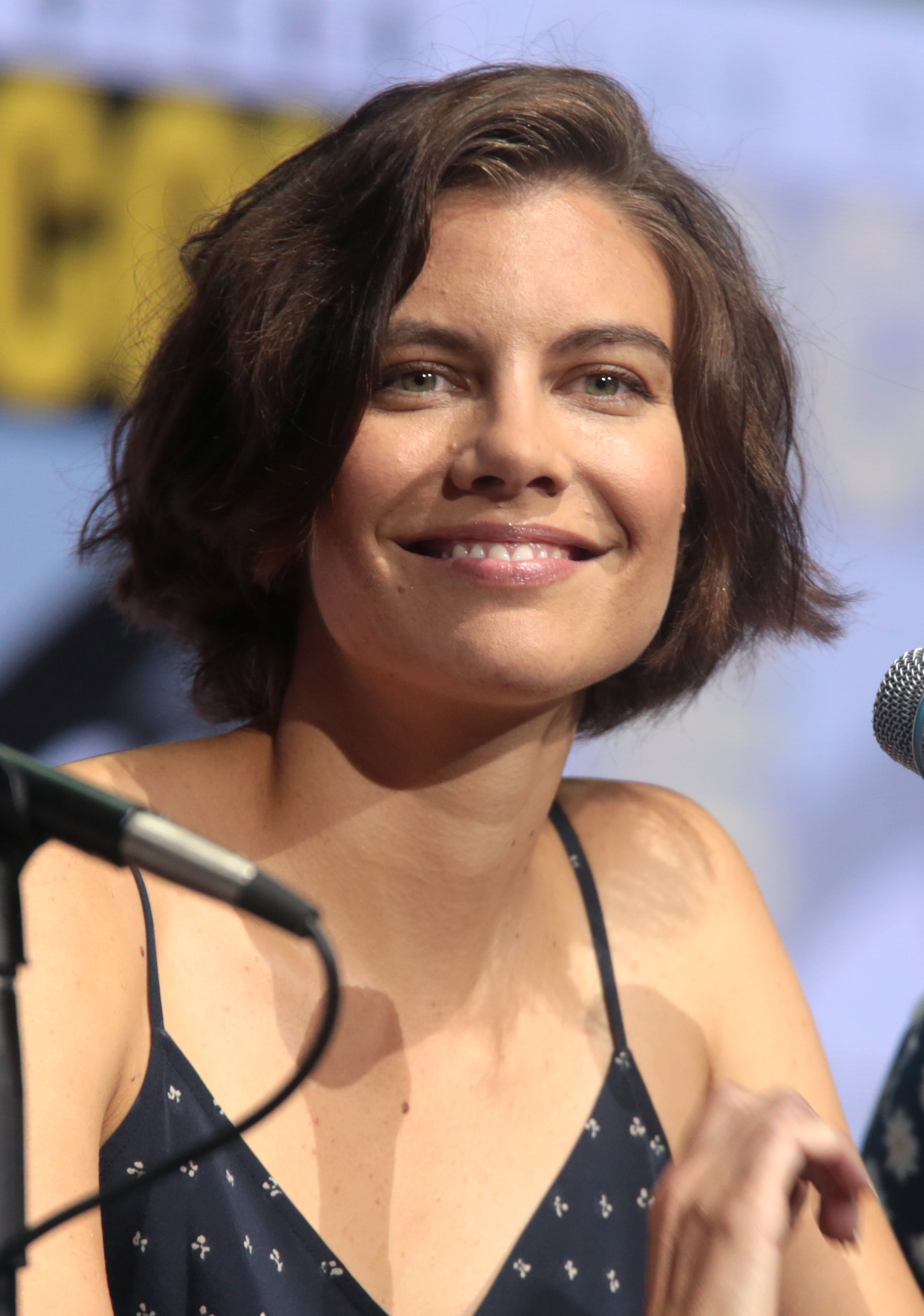
Lauren Cohan
geboren in 1982

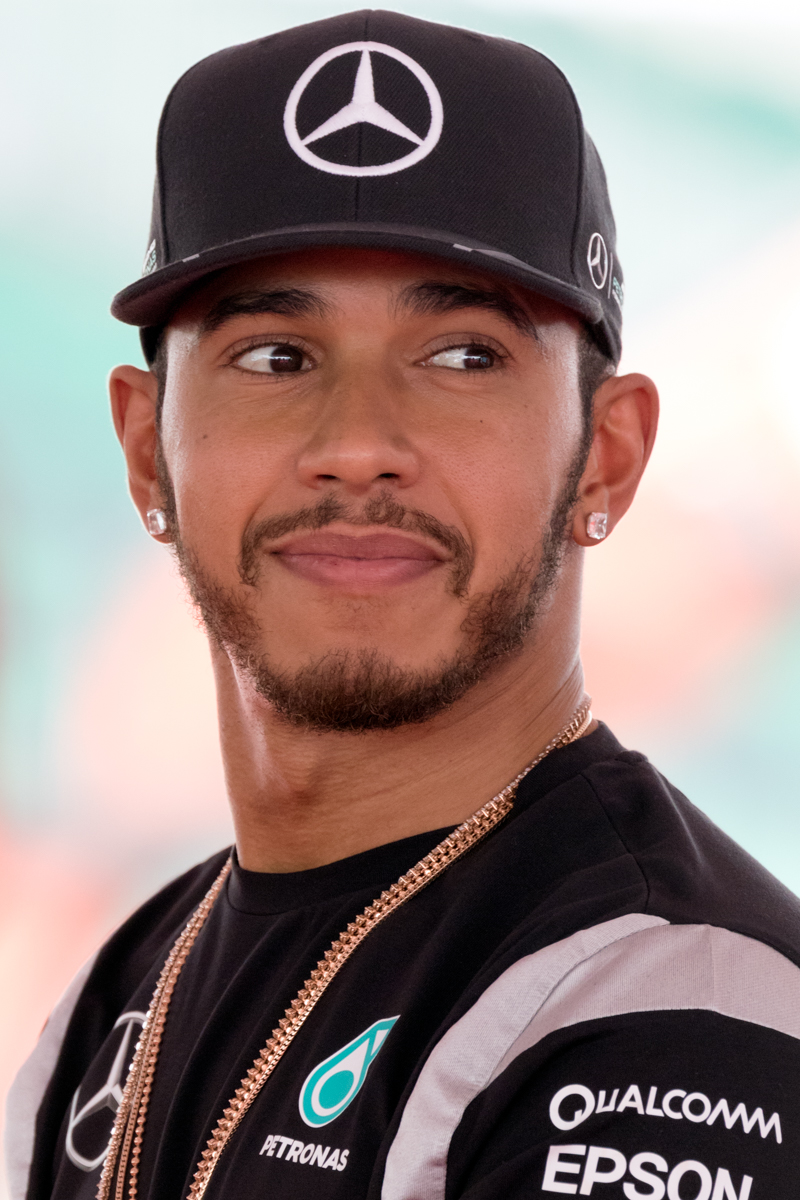
Lewis Hamilton
geboren in 1985

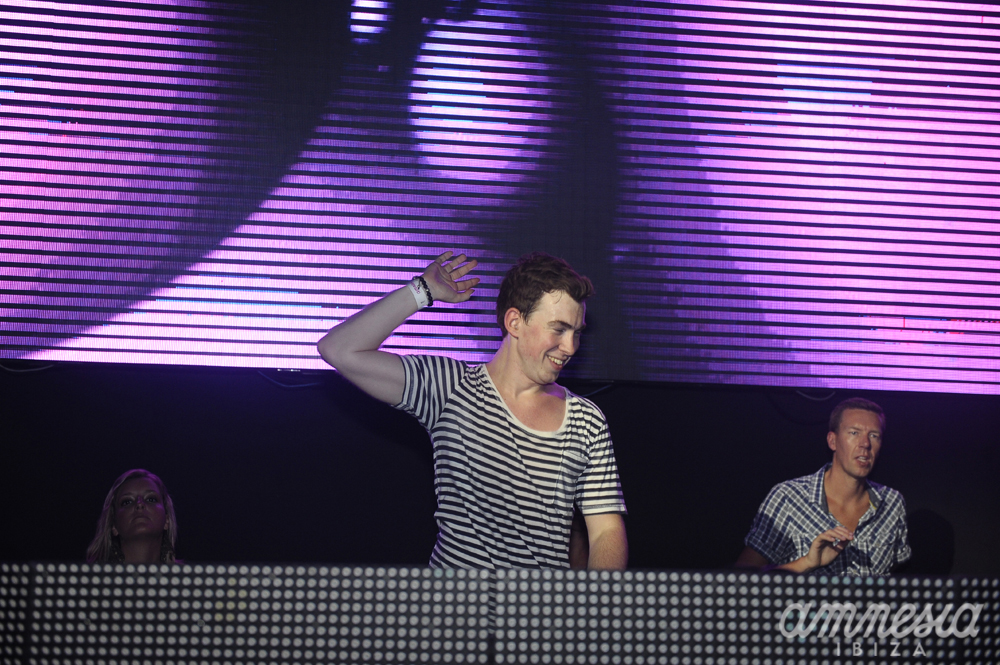
dj Hardwell
geboren in 1988

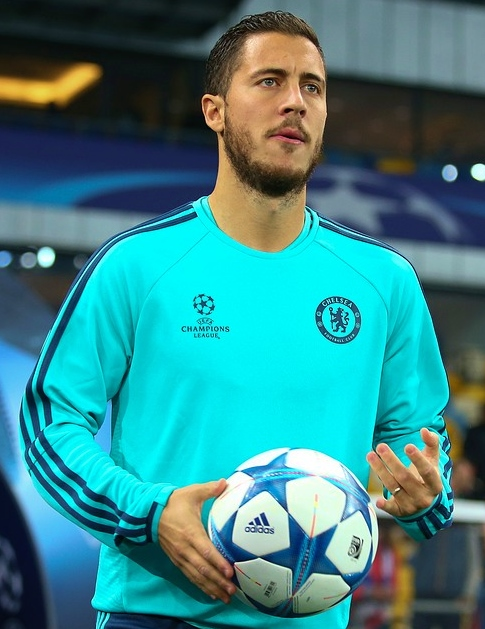
Eden Hazard
geboren in 1991

- 1414 - Hendrik II van Nassau-Siegen, graaf van Nassau-Siegen, Vianden en Diez (overleden 1451)
- 1502 - Ugo Buoncompagni, de latere paus Gregorius XIII (overleden 1585)
- 1528 - Johanna van Albret, Koningin van Navarra (overleden 1572)
- 1647 - Willem Lodewijk van Württemberg, hertog van Württemberg (overleden 1677)
- 1731 - Hendrik van der Noot, Zuid-Nederlands politicus en advocaat (overleden 1827)
- 1745 - Johann Christian Fabricius, Deens entomoloog (overleden 1808)
- 1745 - Willem Hendrik Teding van Berkhout, Burgemeester van Delft (overleden 1809)
- 1768 - Jozef Bonaparte, koning van Napels en Spanje (overleden 1844)
- 1791 - Johan Frederic Hoffmann, Burgemeester van Rotterdam (overleden 1870)
- 1797 - Charlotte Augusta van Wales, Brits prinses (overleden 1817)
- 1797 - Mariano Paredes y Arrillaga, Mexicaans president (overleden 1849)
- 1800 - Millard Fillmore, 13de president van de Verenigde Staten (overleden 1874)
- 1827 - Sandford Fleming, Canadees wetenschapper (overleden 1915)
- 1834 - Philipp Reis, Duits onderwijzer en uitvinder (overleden 1874)
- 1844 - Bernadette Soubirous, Frans katholiek heilige (overleden 1879)
- 1845 - Lodewijk III van Beieren, laatste koning van Beieren (overleden 1921)
- 1848 - Ignatz Urban, Duits botanicus (overleden 1931)
- 1858 - Eliëzer Ben-Jehoeda, Litouws-Palestijns-Joods taalkundige (overleden 1922)
- 1858 - Iwan Gilkin, Belgisch schrijver en journalist (overleden 1924)
- 1865 - William Savona, Maltees politicus (overleden 1937)
- 1873 - Adolph Zukor, Hongaars-Amerikaans filmproducent (overleden 1976)
- 1875 - Thomas J. Hicks, Amerikaans atleet (overleden 1952)
- 1877 - Johan Buziau, Nederlands komiek en revueartiest (overleden 1958)
- 1879 - Jacob Adriaan de Wilde, Nederlands politicus (overleden 1956)
- 1880 - Jerome Steever, Amerikaans waterpoloër (overleden 1957)
- 1883 - Albert Hemelman, Nederlands kunstenaar (overleden 1951)
- 1885 - Ernesto Brown, Argentijns voetballer (overleden 1935)
- 1885 - Edwin Swatek, Amerikaans waterpoloër (overleden 1966)
- 1894 - José Rozo Contreras, Colombiaans componist en dirigent (overleden 1976)
- 1896 - Arnold Ridley, Brits toneelschrijver en acteur (overleden 1984)
- 1897 - Johanna Eekman, Nederlands verpleegkundige en verzetsstrijder in België (overleden 1960)
- 1898 - Robert LeGendre, Amerikaans atleet (overleden 1931)
- 1899 - Francis Poulenc, Frans componist (overleden 1963)
- 1902 - Willy Ascherl, Duits voetballer (overleden 1929)
- 1906 - Hippolyte Pannecoucke, Belgisch crimineel (overleden 1971)
- 1907 - Arie de Froe, Nederlands huisarts, antropoloog en filosoof (overleden 1992)
- 1909 - Josane Sigart, Belgisch tennisster (overleden 1999)
- 1912 - Charles Addams, Amerikaans cartoonist (overleden 1988)
- 1916 - Elena Ceaușescu, echtgenote van Nicolae Ceaușescu (overleden 1989)
- 1916 - Paul Keres, Estisch schaker (overleden 1975)
- 1916 - Gerrit Schulte, Nederlands wielrenner (overleden 1992)
- 1918 - Irene Vorrink, Nederlands politica (overleden 1996)
- 1920 - Georges Claes, Belgisch wielrenner (overleden 1994)
- 1921 - Ju Mi Jong, Noord-Koreaans politica (overleden 2016)
- 1921 - Janny Moffie-Bolle, Nederlands Holocaustoverlevende (overleden 2016)
- 1921 - Jules Schelvis, Nederlands holocaustoverlevende en historicus (overleden 2016)
- 1922 - Francisco Aramburu (Chico), Braziliaans voetballer (overleden 1997)
- 1922 - Jean-Pierre Rampal, Frans fluitist (overleden 2000)
- 1923 - Jean Lucienbonnet, Frans autocoureur (overleden 1962)
- 1924 - Geoffrey Bayldon, Brits acteur (o.a. Catweazle) (overleden 2017)
- 1924 - Pablo Birger, Argentijns autocoureur (overleden 1966)
- 1924 - Kuno van Dijk, Nederlands hoogleraar en psychiater (overleden 2005)
- 1925 - Gerald Durrell, Brits zoöloog en schrijver (overleden 1995)
- 1925 - Pierre Gripari, Frans schrijver (overleden 1990)
- 1927 - Jean Pede, Belgisch politicus (overleden 2013)
- 1927 - Joop van der Reijden, Nederlands politicus (overleden 2006)
- 1927 - Enrique Zobel, Filipijns zakenman (overleden 2004)
- 1928 - William Peter Blatty, Amerikaans roman- en filmscriptschrijver (overleden 2017)
- 1928 - Emilio Pericoli, Italiaans zanger (overleden 2013)
- 1929 - Ken Henry, Amerikaans schaatser (overleden 2009)
- 1929 - Ferry Wienneke, Nederlands musicus en orkestleider (overleden 1988)
- 1930 - Elliott Kastner, Amerikaans filmproducent (overleden 2010)
- 1932 - Max Gallo, Frans historicus, schrijver en politicus (overleden 2017)
- 1932 - Tormod Knutsen, Noors Noordse combinatieskiër (overleden 2021)
- 1933 - Heinz Aldinger, Duits voetbalscheidsrechter (overleden 2024)
- 1933 - Crispin Beltran, Filipijns politicus en vakbondsleider (overleden 2008)
- 1933 - Paul Van den Berghe, Belgisch bisschop
- 1934 - Robert Cazala, Frans wielrenner (overleden 2023)
- 1934 - Charlie Jenkins, Amerikaans atleet
- 1934 - Alfredo Montelibano jr., Filipijns politicus (overleden 2008)
- 1934 - Tassos Papadopoulos, voormalig president van Cyprus (overleden 2008)
- 1936 - Richie Allen, Amerikaans gitarist, producent en songwriter (overleden 2022)
- 1937 - Kasper Kardolus, Nederlands schermer (overleden 2022)
- 1938 - Claude Barbier, Belgisch klimmer (overleden 1977)
- 1938 - Cor Boonstra, Nederlands ondernemer (overleden 2025)
- 1938 - Robert Garcia, Belgisch senator (overleden 2010)
- 1938 - Patrick John, Premier van Dominica (overleden 2021)
- 1938 - Jasperina de Jong, Nederlands actrice, cabaretière en zangeres
- 1938 - José Noja, Spaans beeldhouwer (overleden 2023)
- 1939 - Brausch Niemann, Zuid-Afrikaans autocoureur
- 1939 - Roderick Nash, Amerikaans milieuhistoricus
- 1940 - Teun Koolhaas, Nederlands architect en stedenbouwkundige (overleden 2007)
- 1941 - Willem van Kooten, Nederlands mediapionier en ondernemer (overleden 2025)
- 1942 - Vasili Aleksejev, Russisch gewichtheffer (overleden 2011)
- 1942 - Jörg Lucke, Oost-Duits roeier
- 1943 - Joop Wilhelmus, Nederlands uitgever en pornograaf (overleden 1994)
- 1945 - Salvador Bernal, Filipijns decorontwerper (overleden 2011)
- 1945 - Dave Cousins, Brits zanger en gitarist
- 1945 - Dick Marty, Zwitsers politicus (overleden 2023)
- 1947 - Chavo Guerrero sr., Amerikaans professioneel worstelaar (overleden 2017)
- 1948 - Christina Coridou, Grieks video- en textielkunstenaar en dichter
- 1948 - Zmago Jelinčič, Sloveens politicus
- 1948 - Kenny Loggins, Amerikaans zanger
- 1948 - Ichiro Mizuki, Japans acteur en zanger (overleden 2022)
- 1951 - Frans Kellendonk, Nederlands schrijver (overleden 1990)
- 1951 - Henk van Zuiden, Nederlands dichter en schrijver
- 1952 - Rolf Steitz (Juan Bastós), Duits zanger, songwriter en producer
- 1953 - Dieter Hoeneß, Duits voetballer en voetbalbestuurder
- 1954 - Jodi Long, Amerikaans actrice
- 1955 - Janmarc Lenards, Nederlands politicus
- 1955 - Belinda Meuldijk, Nederlands schrijfster en tekstschrijfster
- 1955 - An Nelissen, Belgisch actrice
- 1956 - David Caruso, Amerikaans acteur
- 1956 - Uwe Ochsenknecht, Duits acteur
- 1956 - Ida Widawati, Indonesisch zanger
- 1957 - Enrico Boselli, Italiaans politicus
- 1958 - Miki Biasion, Italiaans rallyrijder
- 1959 - Robert van Gasteren, Nederlands politicus (BBB)
- 1959 - Gerrit Visscher, Nederlands voetballer
- 1960 - Mohammad Javad Zarif, Iraans diplomaat, hoogleraar en politicus
- 1961 - Gert Portael, Belgisch actrice
- 1962 - Leo Van Der Elst, Belgisch voetballer
- 1963 - Rand Paul, Amerikaans republikeins politicus
- 1964 - Nicolas Cage, Amerikaans acteur
- 1964 - Christian Louboutin, Frans schoenenontwerper
- 1964 - Raf Wyns, Belgisch atleet
- 1965 - Dieter Thomas Kuhn, Duits muzikant
- 1966 - Jelena Betsjke, Russisch kunstschaatsster
- 1966 - Josie Dew, Brits schrijfster van reisverhalen
- 1966 - Lenny Venito, Amerikaans acteur
- 1967 - Nick Clegg, Brits politicus en woordvoerder
- 1969 - René le Blanc, Nederlands zanger
- 1969 - Geert Hoebrechts, Belgisch voetballer (overleden 2010)
- 1969 - Margo Mulder, Nederlands politica
- 1970 - Doug E. Doug (Douglas Bourne), Amerikaans acteur, filmregisseur, filmproducent en scenarioschrijver
- 1971 - DJ Ötzi (Gerhard Friedle), Oostenrijks popartiest
- 1971 - Jeremy Renner, Amerikaans acteur en zanger
- 1972 - Kyoko Shimazaki, Japans langebaanschaatsster
- 1972 - Svetlana Zjoerova, Russisch langebaanschaatsster
- 1973 - Rafael Dudamel, Venezolaans voetballer
- 1974 - Julen Guerrero, Spaans voetballer
- 1974 - Andrés Kogovsek, Argentijns handballer
- 1975 - Dimitri de Condé, Belgisch voetballer
- 1975 - Robert Waddell, Nieuw-Zeelands roeier en zeiler
- 1976 - Georgi Andrejev, Russisch atleet
- 1977 - Dustin Diamond, Amerikaans acteur en muzikant (overleden 2021)
- 1977 - Krisztián Kenesei, Hongaars voetballer
- 1978 - Janine Jansen, Nederlands violiste
- 1978 - Emilio Palma, eerste persoon geboren op Antarctica
- 1978 - Dante Thomas, Amerikaans zanger en tekstschrijver
- 1979 - Aloe Blacc, Amerikaans soulzanger en rapper
- 1979 - Christian Lindner, Duits politicus
- 1979 - Fabiola Zuluaga, Colombiaans tennisster
- 1980 - David Arroyo, Spaans wielrenner
- 1980 - Michella Kox, Nederlands mediapersoonlijkheid en presentatrice
- 1980 - Adekanmi Olufade, Togolees voetballer
- 1980 - Grzegorz Żołędziowski, Pools wielrenner
- 1981 - Szymon Marciniak, Pools voetbalscheidsrechter
- 1982 - Tim Aelbrecht, Belgisch voetballer
- 1982 - Anna-Luise Heymann, Duits schaakster
- 1982 - Andreas Matzbacher, Oostenrijks wielrenner (overleden 2007)
- 1982 - Eddy Putter, Nederlands voetballer
- 1982 - Hannah Stockbauer, Duits zwemster
- 1982 - Lauren Cohan, Brits actrice
- 1983 - Marc Burns, atleet van Trinidad en Tobago
- 1983 - Brett Dalton, Amerikaans acteur
- 1984 - Xavier Margairaz, Zwitsers voetballer
- 1984 - Luke McShane, Brits schaker
- 1984 - Mohamed Messoudi, Marokkaans-Belgisch voetballer
- 1984 - Mascha de Rooij, Nederlands presentatrice (De Rijdende Rechter)
- 1984 - Jan Soetens, Belgisch veldrijder
- 1985 - Lewis Hamilton, Engels autocoureur
- 1986 - Joost Luiten, Nederlands golfer
- 1986 - Jonathan Wilmet, Belgisch voetballer
- 1987 - Davide Astori, Italiaans voetballer (overleden 2018)
- 1987 - Stefan Babović, Servisch voetballer
- 1987 - Bruno de Barros, Braziliaans atleet
- 1988 - Haley Bennett, Amerikaans actrice en zangeres
- 1988 - Alessandro Fabian, Italiaans triatleet
- 1988 - Danny Froger, Nederlands zanger
- 1988 - Hardwell (Robbert van de Corput), Nederlands dj
- 1989 - John Degenkolb, Duits wielrenner
- 1990 - Dorothee Dauwe, Belgisch radiopresentatrice
- 1990 - Elene Gedevanisjvili, Georgisch kunstschaatsster
- 1990 - Camryn Grimes, Amerikaans actrice
- 1990 - Gregor Schlierenzauer, Oostenrijks schansspringer
- 1991 - Eden Hazard, Belgisch voetballer
- 1991 - Michael Schwarzmann, Duits wielrenner
- 1991 - Caster Semenya, Zuid-Afrikaans atlete
- 1991 - Alen Stevanović, Zwitsers-Servisch voetballer
- 1992 - Michael Marinaro, Canadees kunstschaatser
- 1994 - Oleksandr Pielieshenko, Oekraïens gewichtheffer (overleden 2024)
- 1994 - Callum Woodhouse, Engels acteur
- 1995 - Tomislav Gomelt, Kroatisch voetballer
- 1996 - Fu Yuanhui, Chinees zwemster
- 1997 - JoeyAK, Nederlands rapper
- 1997 - Pablo Rosario, Nederlands voetballer
- 1998 - Mylène Chavas, Frans voetbalster
- 1999 - Carlos Augusto, Braziliaans-Italiaans voetballer
- 1999 - Mads Bech Sørensen, Deens voetballer
- 2000 - Anna-Maja Kazarian, Nederlands schaakster
- 2000 - Mazey Haze, Nederlands zangeres
- 2001 - Makan Aïko, Frans-Ivoriaans voetballer
- 2001 - Dennis Foggia, Italiaans motorcoureur
- 2003 - Félix Nzouango, Frans voetballer
- 2004 - Mustafa Ayyorkun, Turks wielrenner (overleden 2025)
- 2004 - Isaac Cooper, Australisch zwemmer
- 2004 - Alexandria Loutitt, Canadees schansspringster
- 2006 - Summer Haesakkers, Nederlands voetbalster
- 2007 - Frøya Dorsin, Noors voetbalster
- 2007 - Aurelia Nobels, Braziliaans-Belgisch-Amerikaans autocoureur

## Overleden

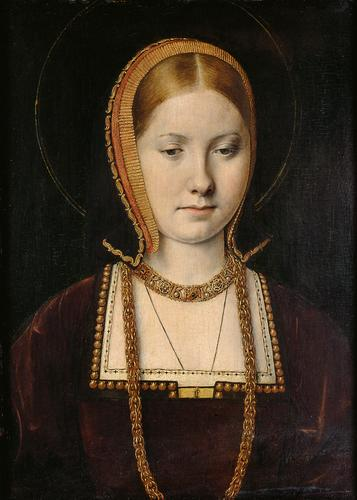
Catharina van Aragon,
overleden in 1536

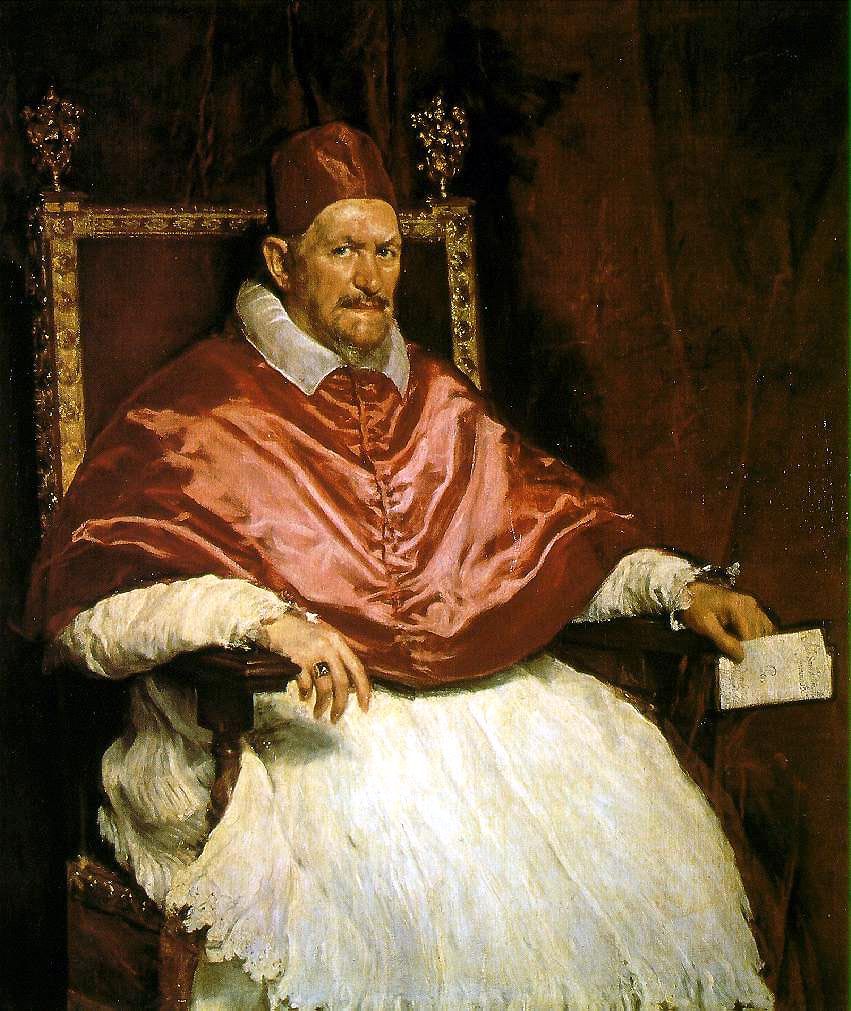
Innocentius X,
overleden in 1655

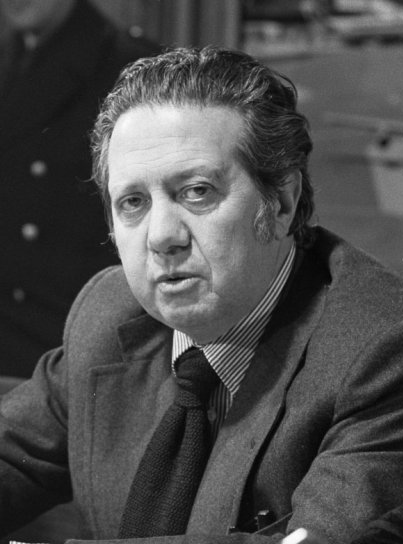
Mário Soares,
overleden in 2017

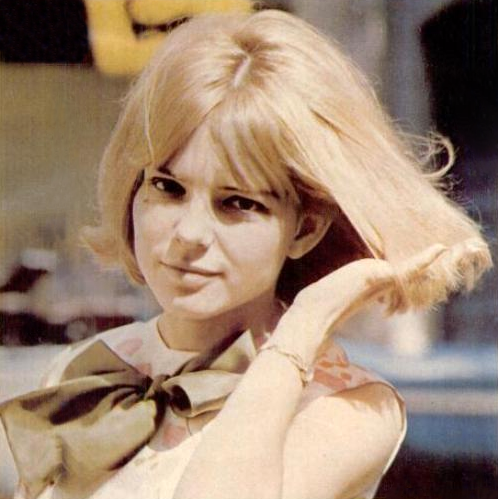
France Gall,
overleden in 2018

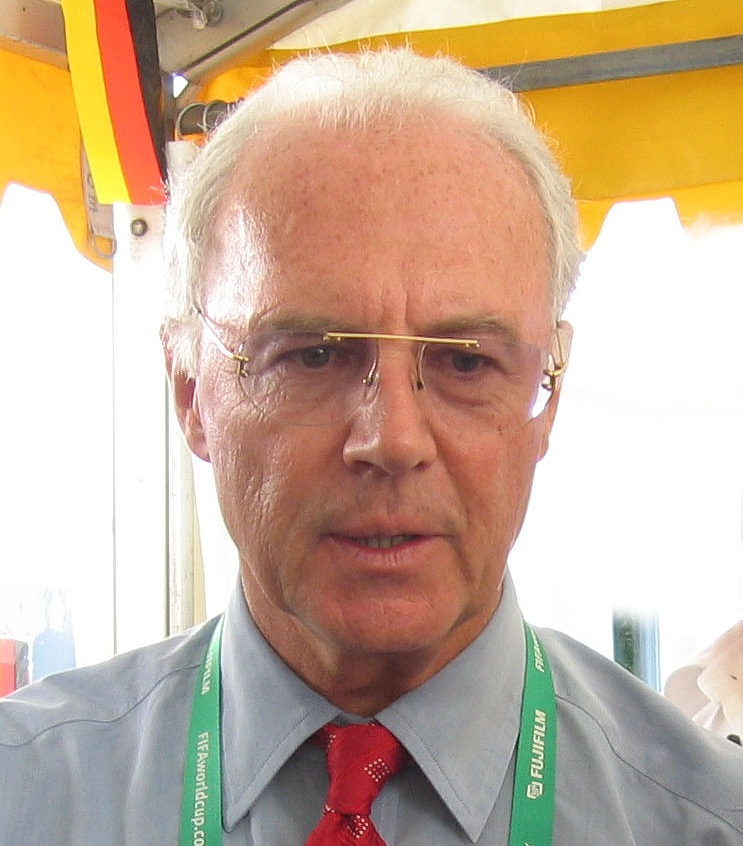
Franz Beckenbauer,
overleden in 2024

- 1325 - Dionysius van Portugal (63), koning van Portugal
- 1361 - Gerlach I van Nassau (~72), graaf van Nassau
- 1387 - Peter IV van Aragón (73), koning van Aragón, Sardinië en Corsica
- 1451 - Tegenpaus Felix V (67)
- 1536 - Catharina van Aragon (50), eerste vrouw van koning Hendrik VIII van Engeland
- 1655 - Paus Innocentius X (80)
- 1754 - Anna Ruysch (87), Hollands stillevenschilderes
- 1762 - Pieter Amelot (82), Zuid-Nederlands jezuïet en schrijver
- 1830 - Thomas Lawrence (60), Engels kunstschilder
- 1865 - Hendrik Rudolph Trip (85), Nederlands luitenant-generaal en politicus
- 1892 - Willem Christiaan Jan de Vicq (72), Nederlands politicus
- 1902 - John Brett (70), Engels kunstschilder
- 1905 - Paul Cérésole (72), Zwitsers politicus
- 1923 - Willem Paap (66), Nederlands advocaat en schrijver
- 1929 - Gottlieb Ringier (91), Zwitsers politicus
- 1932 - Max Tetzner (35), Nederlands voetballer en schaatser
- 1931 - Ignatz Urban (73), Duits botanicus
- 1936 - August Falise (60), Nederlands beeldhouwer
- 1937 - Lambert Poell (64), Nederlands priester
- 1942 - Reinier van Genderen Stort (55), Nederlands schrijver en dichter
- 1943 - Nikola Tesla (86), Servisch/Amerikaans elektrotechnicus, natuurkundige en uitvinder
- 1943 - Frederik Casparus Wieder (68), Nederlands cartograaf, historicus en bibliothecaris.
- 1944 - Jan Verleun (24), Nederlands verzetsstrijder
- 1945 - Alexander Stirling Calder (75), Amerikaans beeldhouwer
- 1951 - Nelly Bodenheim (77), Nederlands illustratrice en tekenares
- 1951 - René Guénon (64), Frans/Egyptisch schrijver
- 1955 - Edward Kasner (76), Amerikaans wiskundige
- 1955 - Samuel John Lamorna Birch (85), Brits kunstschilder
- 1959 - Alfred Vander Stegen (89), Belgisch ingenieur en politicus
- 1963 - Erik Lundqvist (54), Zweeds atleet
- 1964 - Cesáreo Onzari (60), Argentijns voetballer
- 1964 - Reg Parnell (52), Brits autocoureur
- 1965 - Geert de Grooth (71), Nederlands jurist en politicus
- 1967 - Daniël Jules Delestré (85), norbertijn van de Abdij van Grimbergen
- 1968 - George Constantine (49), Amerikaans autocoureur
- 1968 - James Leonard Brierley Smith (70), Zuid-Afrikaans ichtyoloog
- 1971 - Willem Banning (82), Nederlands politicus
- 1977 - Janus Braspennincx (73), Nederlands wielrenner
- 1980 - Larry Williams (44), Amerikaans singer-songwriter
- 1983 - Kurt Weckström (71), Fins voetballer
- 1984 - Alfred Kastler (81), Frans natuurkundige en Nobelprijswinnaar
- 1984 - Fernande Welter-Klein (61), Luxemburgs keramist
- 1985 - Jules Vandooren (76), Frans voetballer en voetbalcoach
- 1989 - Hirohito (87), Keizer van Japan
- 1990 - Bronko Nagurski (81), Canadees Americanfootballspeler en professioneel worstelaar
- 1991 - Henri Louveau (81), Frans autocoureur
- 1992 - Richard Hunt (40), Amerikaans Muppet-poppenspeler
- 1994 - Phoumi Vongvichit (84), Laotiaans politicus
- 1995 - Harry Golombek (83), Brits schaker
- 1995 - Murray Rothbard (68), Amerikaans econoom en filosoof
- 1998 - Slava Metreveli (61), Sovjet-Georgisch voetballer
- 1998 - Vladimir Prelog (91), Kroatisch/Zwitsers chemicus
- 1999 - Bert Hermans (83), Belgisch atleet
- 2001 - James Carr (58), Amerikaans zanger
- 2001 - Alfonso Corona (92), Mexicaans politicus
- 2001 - Charles Hélou (87), Libanees politicus
- 2001 - Johan van der Keuken (62), Nederlands filmmaker en fotograaf
- 2002 - Geoffrey Crossley (80), Brits autocoureur
- 2002 - Freddy Feytons (56), Belgisch politicus
- 2004 - Willy Wielek-Berg (84), Nederlands vertaalster en filmcritica
- 2004 - Jaap Kraaier (90), Nederlands kanovaarder
- 2004 - Leonce-Albert Van Peteghem (87), Belgisch bisschop van Gent
- 2006 - Heinrich Harrer (93), Oostenrijks bergbeklimmer en schrijver
- 2006 - Gábor Zavadszky (31), Hongaars voetballer
- 2007 - Achim-Helge von Beust (89), Duits politicus
- 2007 - Bobby Hamilton (49), Amerikaans autocoureur
- 2007 - Joop Wolff (79), Nederlands verzetsstrijder, journalist en communistisch politicus
- 2008 - Philip Agee (72), Amerikaans spion, publicist en klokkenluider
- 2008 - John Braspennincx (93), Nederlands wielrenner
- 2008 - Detlef Kraus (88), Duits pianist
- 2008 - Hans Monderman (62), Nederlands verkeerskundige
- 2008 - Jan van Uden (65), Nederlands atleet
- 2009 - Ray Dennis Steckler (69), Amerikaans filmregisseur
- 2009 - Bob Wilkins (78), Amerikaans presentator en acteur
- 2010 - Philippe Séguin (66), Frans politicus
- 2012 - Hideaki Nitani (81), Japans acteur
- 2014 - Emiel Pauwels (95), Belgisch atleet
- 2014 - Run Run Shaw (106), Chinees filmproducent
- 2015 - Cabu (Jean Cabut) (76), Frans striptekenaar en cartoonist[a]
- 2015 - Charb (47), Frans journalist en cartoonist[a]
- 2015 - Philippe Honoré (73), Frans cartoonist[a]
- 2015 - Tadeusz Konwicki (88), Pools scenarioschrijver en filmmaker
- 2015 - Bernard Maris (68), Frans econoom, schrijver en journalist[a]
- 2015 - Julio Scherer García (88), Mexicaans journalist
- 2015 - Rod Taylor (84), Australisch acteur
- 2015 - Tignous (57), Frans cartoonist[a]
- 2015 - Georges Wolinski (80), Frans striptekenaar en cartoonist[a]
- 2016 - André Courrèges (92), Frans modeontwerper
- 2016 - Joaquín Gamboa Pascoe (93), Mexicaans vakbondsleider en politicus
- 2016 - Kitty Kallen (94), Amerikaans zangeres
- 2016 - Richard Libertini (82), Amerikaans acteur
- 2016 - Ashraf Pahlavi (96), Perzisch prinses
- 2017 - Kees van Hardeveld (60), Nederlands waterpolospeler en -bondscoach
- 2017 - Nat Hentoff (91), Amerikaans historicus, romanschrijver, muziekcriticus en columnist
- 2017 - Mário Soares (92), Portugees politicus
- 2018 - Walther Braithwaite (84), Surinaams voetballer, voetbalcoach en cricketspeler
- 2018 - France Gall (70), Frans zangeres
- 2018 - Peter Sutherland (71), Iers politicus en bankier
- 2020 - Sjoerd de Vries (78), Nederlands kunstschilder
- 2021 - Michael Apted (79), Brits filmregisseur
- 2021 - Vladimir Belov (66), Russisch schaatser
- 2021 - Hijn Bijnen (72), Nederlands-Surinaams activist, politicus en fotograaf
- 2021 - Jan Blommaert (59), Belgisch sociolinguïst en taalkundig antropoloog
- 2021 - Vladimir Kiseljev (64), Russisch kogelstoter
- 2021 - Henri Schwery (88), Zwitsers kardinaal en bisschop
- 2021 - Dearon Thompson (Deezer D) (55), Amerikaans acteur en rapper
- 2022 - Laurence Boissier (56), Zwitsers schrijfster en kunstenares
- 2022 - Deryck Ferrier (88), Surinaams landbouwkundige en socioloog
- 2022 - Mino de Rossi (90), Italiaans wielrenner
- 2022 - R. Dean Taylor (82), Canadees zanger en muziekproducent
- 2023 - Russell Banks (82), Amerikaans schrijver
- 2023 - Frank Geleyn (62), Belgisch auteur
- 2023 - Modeste M'bami (40), Kameroens voetballer
- 2024 - Franz Beckenbauer (78), Duits voetballer, voetbaltrainer en -bestuurder
- 2024 - Alberto Colombo (77), Italiaans autocoureur
- 2024 - Barton Jahncke (84), Amerikaans zeiler
- 2024 - John Albert Jansen (69), Nederlands filmmaker en journalist
- 2024 - Francisca Ravestein (71), Nederlands politica
- 2025 - Marc Michetz (Marc Degroide) (73), Belgisch striptekenaar
- 2025 - Jean-Marie Le Pen (96), Frans politicus
- 2025 - Jaap Dijkstra (81), Nederlands politicus
- 2025 - Joost van Santen (95), Nederlands kunstenaar
- 2025 - Deogracias Savellano (65), Filipijns politicus

## Viering/herdenking
- Orthodox Kerstfeest

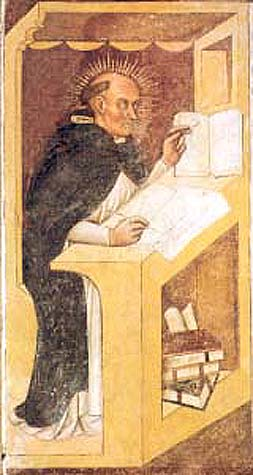
H. Raymundus van Peñaforte

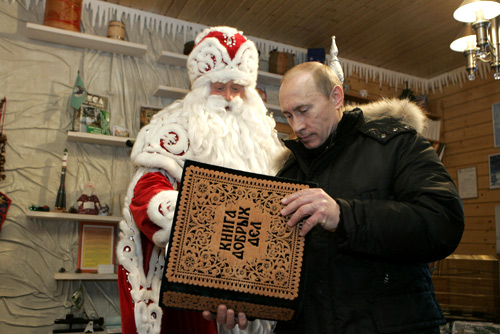
Vladimir Poetin op bezoek bij Ded Moroz, 7 januari 2008

- Vlagdag (of Driekleurendag) (Italië)
- Rooms-katholieke kalender:
  - Heilige Raymondus van Peñafort († 1275) - Vrije Gedachtenis
  - Heilige Tillo († 702)
  - Heilige Luciaan van Antiochië († 312)
  - Heilige Karel van Sezze († 1670)
  - Heilige Knoet Lavard († 1131)
  - Heilige Reinout van Dortmund († 960)
  - Heilige Valentinus van Raetia († c. 470)
  - Zalige Maria Theresia Haze († 1876)
  - Zalige Widukind († c. 804)
  - Eerbiedwaardige Ludovicus Blosius († 1566)
- In Rusland komt Ded Moroz langs.

## Weerextremen

### Nederland
| | Officiële records | Officiële records | Officiële records |      | Landelijke records | Landelijke records | Landelijke records |
| Gebeurtenis | Jaar              | Extreem           | Locatie           | Jaar | Extreem            | Locatie            |                    |
| --- | ----------------- | ----------------- | ----------------- | ---- | ------------------ | ------------------ | ------------------ |
| Laagste etmaalgemiddelde temperatuur (°C) | 1985              | −11,8             | De Bilt           |      | 1985               | −14,3              | Twenthe            |
| Hoogste etmaalgemiddelde temperatuur (°C) | 2005              | 11,2              | De Bilt           |      | 2005               | 11,6               | Schiphol           |
| Laagste minimumtemperatuur (°C) | 1985              | −17,3             | De Bilt           |      | 1985               | −21,3              | Deelen             |
| Hoogste minimumtemperatuur (°C) | 2014              | 9,4               | De Bilt           |      | 2005               | 10,4               | Valkenburg ZH      |
| Laagste maximumtemperatuur (°C) | 1985              | −9,1              | De Bilt           |      | 1947               | −11,5              | Eelde              |
| Hoogste maximumtemperatuur (°C) | 2005              | 12,5              | De Bilt           |      | 2014               | 13,8               | Maastricht         |
| Hoogste uurgemiddelde windsnelheid (m/s) | 1905              | 22,6              | De Bilt           |      | 1958               | 24,7               | Leeuwarden         |
| Hoogste windstoot (m/s) | 1958              | 35,0              | De Bilt           |      | 1958               | 35,0               | De Bilt            |
| Langste zonneschijnduur (uur) | 1924, 1985        | 6,7               | De Bilt           |      | 2010               | 7,0                | Gilze-Rijen        |
| Langste neerslagduur (uur) | 2021              | 15,2              | De Bilt           |      | 2021               | 18,4               | De Kooy            |
| Hoogste etmaalsom van de neerslag (mm) | 1915              | 16,6              | De Bilt           |      | 2016               | 20,8               | Hoek van Holland   |
| Laagste etmaalgemiddelde relatieve vochtigheid (%) | 1966              | 64                | De Bilt           |      | 1919               | 61                 | Maastricht         |
| Laagste uurwaarde luchtdruk op zeeniveau (hPa) | 1912              | 974,2             | De Bilt           |      | 1958               | 972,1              | Eelde              |
| Hoogste uurwaarde luchtdruk op zeeniveau (hPa) | 1973              | 1039,4            | De Bilt           |      | 1973               | 1040,1             | Hoek van Holland   |
| Officiële records worden altijd gemeten op het KNMI-weerstation in De Bilt. Landelijke records kunnen worden gemeten op elk officieel KNMI-weerstation in Nederland. |                   |                   |                   |      |                    |                    |                    |

Uitzonderlijke gebeurtenissen
- 1967 - Officieel laagste minimumtemperatuur in °C van het jaar gemeten in De Bilt: −12,4. Samen met 6 januari
- 2024 - Eerste officiële vorstdag van het jaar (minimumtemperatuur < 0°C in De Bilt)

### België
Dagrecords
- 1985 - Laagste etmaalgemiddelde temperatuur −9,8 °C
- 2023 - Hoogste etmaalgemiddelde temperatuur 10,1 °C[11]
- 2009 - Laagste minimumtemperatuur −12,8 °C
- 1890 - Hoogste maximumtemperatuur 12,3 °C
- 1915 - Hoogste etmaalsom van de neerslag 20,1 mm

Uitzonderlijke gebeurtenissen
- 1926 - Hoge waterstanden van de Maas en haar bijrivieren veroorzaken overstromingen. Door de grootte van de schade is dit een van de drie meest catastrofale overstromingen van de eeuw in de Maasvallei (samen met december 1993 en januari 1995).
- 1979 - Einde van koudegolf. Sedert begin januari blijven minima in Zaventem onder −10 °C.

<< · 1 · 2 · 3 · 4 · 5 · 6 · 7 · 8 · 9 · 10 · 11 · 12 · 13 · 14 · 15 · 16 · 17 · 18 · 19 · 20 · 21 · 22 · 23 · 24 · 25 · 26 · 27 · 28 · 29 · 30 · 31 · >>